# جنتلمن (ترانه ساسی)
«جنتلمن» نام ترانه‌ای از ساسی، خوانندۀ ایرانی است که در ۱۵ اسفند ۱۳۹۷ از طریق رادیو جوان منتشر شد. سرایش و آهنگسازی این اثر با ساسی و تنظیم، میکس و مسترینگ آن با برادران منوچهری بوده‌است. همچنین پرشنونده‌ترین ترانه در وب‌سایت رادیو جوان است.

## اجرا در مدارس
در موزیک ویدئویی که برای ترانهٔ «جنتلمن» ساخته شده‌است، چند دختر با لباس فرم مدرسه‌های دخترانهٔ ایران دیده می‌شوند که آواز می‌خوانند و می‌رقصند. با وایرال شدن ترانه، تعداد زیادی ویدئو از خواندن و رقصیدن با «جنتلمن» در شبکه‌های اجتماعی منتشر شد؛ که مورد استقبال قرار گرفت. در روز معلم ویدئوهایی در شبکه‌های اجتماعی منتشر شد که در آن‌ها دانش‌آموزان دختر و پسر آهنگ «جنتلمن» ساسی را بازخوانی می‌کردند. در این ویدئوها دختر و پسرهای خردسالی که لباس فرم مدرسه پوشیده بودند، همگی با هم با هدایت یک معلم، مدیر یا مسئول مدرسه مشغول بالا و پایین پریدن و رقصیدن بودند.

## بازخوردها
علی مطهری، نایب‌رئیس پیشین مجلس، در واکنش به این اتفاق این ویدئوها را «کلیپ‌های رقاصی و آهنگ‌های مبتذل» خواند. او خواستار آن شد که وزیر آموزش و پرورش در این باره پاسخگو باشد و مدیران آن مدارس هم برکنار شوند. در واکنش به صحبت‌های علی مطهری، ساسی او را به چالش دعوت کرد که آهنگ «جنتلمن» را گوش کند و سعی کند که نرقصد. او در صفحهٔ اینستاگرامش خطاب به مطهری نوشت: «راستی راستی معضل دلار و گرانی‌ها و گوشت و… را رها کردید و در مورد جنتلمن تصمیم گرفتید؟»
عباس کعبی از اعضای خبرگان رهبری هم شادی دانش‌آموزان را رقاصی در مدارس و یک برنامهٔ از پیش طراحی شده دانست و از ستاد احیای امر به معروف و نهی از منکر خواست علیه مدارس یا دستگاه‌های متخلف اعلام جرم و به دادستانی شکایت کند. وزیر آموزش و پرورش با اشاره به این‌که «در این فضای ناجوانمردانه دشمن از هر وسیله‌ای برای پیروزی و فتح سنگرهای خودش استفاده می‌کند» گفت سه متخصص را مأمور بررسی این موضوع کرده تا ریشهٔ تولید کلیپ‌ها مشخص شود. او از دادستانی کشور و پلیس فتا هم خواست تا جهت شناسایی ابعاد این موضوع به وزارت آموزش و پرورش کمک کنند.
چند روز بعد مدیرکل فرهنگی و هنری آموزش و پرورش ایران طی دستورالعملی «اجرای تکخوانی برای دختران»، «همکاری آقایان به عنوان مربی فنی، رهبر گروه، مشاور و… در مدارس دخترانه»، «پخش و اجرای سرودها و ترانه‌های نامناسب با سن دانش‌آموزان» را ممنوع اعلام کرد و ابراز امیدواری کرد در مدارس محیطی شاداب مطابق با فرهنگ غنی اسلامی ایجاد شود.
در پی واکنش‌های شدید مقام‌های دولتی، ساسی تعداد زیادی از ویدئوهای رقص در مدارس را در اینستاگرامش منتشر کرد که به نظر می‌رسید منظورش از این کار دست‌انداختن مقامات باشد. روزنامهٔ نشنال پست کانادا در توصیف این ماجرا نوشت: «در حالی که هفته‌هاست ایالات متحده و ایران در حال تهدید یکدیگر هستند و به مرز درگیری نظامی نزدیک شده‌اند، تندروهای ایرانی یک دسیسهٔ سیاسی جدید را از جانب یک دشمن کشف کرده‌اند که سعی در تشویش اذهان عمومی دارد». رادیو اروپای آزاد هم در مقاله‌ای دراین‌باره نوشت: «ایران با یک بحران جدی مواجه شده: بچه‌های این کشور با وجود سال‌ها تلقین و بر حذر داشته شدن از جانب دولت، از پخش موسیقی ممنوعه لذت می‌برند.»

## ادعای کپی بودن
در برخی از سایت‌های خبری و شبکه‌های اجتماعی مسئلۀ کپی بودن این ترانه مطرح شده‌است. به ادعای منتقدان ترانۀ جنتلمن از ترانۀ ترامپ ایت (Trump-It) جیان‌لوکا واچی (Gianluca Vacchi) کپی‌برداری شده‌است.